# 海野屋作兵衛
海野屋 作兵衛（うんのや さくべえ、? - 天和2年2月8日（1682年3月16日））は、江戸時代前期の開拓者、新田開発者。

## 経歴・人物
もと江戸本小田原町の鮮魚商。寛文11年（1671年）下総手賀沼新田の開発を請け負い、17人の開発仲間の金主となり印旛郡に移住。手賀沼から印旛沼に至る約4kmの排水路の掘割工事を行い、発作新田などの約230haの新田を拓いた。
昭和3年（1928年）、従五位を追贈された。